# Molorchoepania opaca
Molorchoepania opaca är en skalbaggsart som först beskrevs av Fisher 1937.  Molorchoepania opaca ingår i släktet Molorchoepania och familjen långhorningar. Inga underarter finns listade i Catalogue of Life.